# Aponii
La gens Aponia était une famille plébéienne romaine au cours de la dernière République et du Ier siècle de l'Empire. Sont seulement connus de cette gens quelques individus.

## Personnalités
- Quintus Aponius, l'un des commandants inférieurs à Caius Trebonius, à l'époque lieutenant de Jules César en Hispanie.
- Caius Aponius Mutilus, souvent confondu avec Caius Papius Mutilus, un noble samnite et chef pendant la Guerre sociale, dans l'histoire de Diodore de Sicile[1],[2].
- Marcus Aponius Saturninus, gouverneur de Mésie à la mort de Néron, a d'abord adhéré la cause de Vitellius, mais l'abandonna pour celle de Vespasien[3].
- Aponius ou Apponius[4] (vraisemblablement moine ayant vécu en Italie), auteur d'un commentaire sur le Cantique des Cantiques (405-415)[5].